# Trại hoa đỏ (phim)
Trại hoa đỏ là một bộ phim truyền hình dài tập do K+ sản xuất, đạo diễn bởi Victor Vũ. Bộ phim lấy cảm hứng từ tiểu thuyết cùng tên của nhà văn Di Li, xoay quanh một vụ án mạng ly kỳ ở Trại Hoa Đỏ, nơi gia tộc họ Quách hưng thịnh một thời từng sinh sống.
Trại Hoa Đỏ được phát sóng độc quyền trên mọi nền tảng của K+, công chiếu vào lúc 20h thứ 2 hàng tuần từ ngày 4 tháng 7 năm 2022 trên kênh K+CINE và ứng dụng K+.

## Nội dung
Câu chuyện bắt đầu khi Lưu (Quốc Huy đóng), một doanh nhân trong lĩnh vực kinh doanh du lịch đưa Vỹ (Trâm Anh đóng), vợ chưa cưới của anh và bé Bảo, con trai riêng của cô, đến Trại Hoa Đỏ, nơi vốn là cơ ngơi của gia tộc họ Quách lừng lẫy một thời, để theo dõi công việc xây dựng resort mới tại đây.
Đáng buồn là chẳng có bình yên nào chờ đợi họ ở đó. Kể từ lúc đặt chân đến Trại Hoa Đỏ, Vỹ liên tục bị quấy phá bởi những hiện tượng kỳ lạ. Mọi thứ trở nên tồi tệ hơn với cặp đôi mới đến khi vài ngày sau, một thi thể nổi lên trên mặt hồ và ai trong khu Trại cũng có khả năng là thủ phạm.

## Diễn viên[4][5]
- Trâm Anh trong vai Vỹ:[6][7] Một người mẹ đơn thân với quá khứ nhiều đau khổ nhưng khi cần sẽ trở nên vô cùng mạnh mẽ.
- Quốc Huy trong vai Lưu:[8] Doanh nhân thành đạt trong lĩnh vực du lịch, có vẻ ngoài lịch lãm, tính cách điềm tĩnh, ân cần, lòng dạ thâm sâu khó lường.
- Cao Thái Hà trong vai Vân:[9] Người phụ nữ lam lũ ở vùng sâu núi cao, luôn vùng vẫy tìm lối thoát trong cuộc hôn nhân đầy bế tắc.
- NSƯT Hạnh Thúy trong vai bà Hồng:[10] Bà chủ của Trại Hoa Đỏ. Một người phụ nữ một thời quyền quý sống đa đoan, thủ đoạn giữa hào quang quá khứ.
- Lê Xuân Tiền trong vai cảnh sát Bách:[9] Chàng cảnh sát tràn đầy nhiệt huyết, tư duy suy luận sắc bén dù vẫn còn non kinh nghiệm.
- Lê Quốc Nam trong vai cảnh sát Mừng: Viên cảnh sát lão làng dẫn đầu nhóm điều tra vụ án ở Trại Hoa Đỏ. Trái ngược với Bách lúc nào cũng xông pha hết mình, chú Mừng điềm tĩnh, trầm tính, có những mảng miếng điều tra thâm sâu và kinh nghiệm.
- Phan Minh Anh trong vai bé Bảo: Con trai riêng của Vỹ.
- Ngân Hòa trong vai Ráy: Giúp việc cho dự án homestay của Lưu ở Trại Hoa Đỏ.
- Tùng Min trong vai Sương: Từng là một gã giang hồ tứ chiến, nhưng vì mang ơn Lưu, Sương chấp nhận làm việc cho anh, ở lại cai quản công trình sắp xây dựng ở Trại Hoa Đỏ.
- NSƯT Công Ninh trong vai thầy mo: Thầy thuốc và cũng là người được cư dân tại Trại Hoa Đỏ tìm đến nếu có những vấn đề tâm linh cần được giúp đỡ.
- Thanh Bình trong vai Chính: Con trai cả của bà Hồng.
- Văn Cà Thiện trong vai Trực: Con trai thứ của bà Hồng.
- Thanh Thức trong vai ông Nam: Chồng bà Hồng.
- Diệp Bảo Ngọc trong vai cô Thúy.
- Võ Thị Lan Hương trong vai bà Loan.
- Phan Nguyễn Bảo Ngọc trong vai bé Yến.

## Sản xuất
Trại Hoa Đỏ được lấy cảm hứng từ tiểu thuyết cùng tên của nữ nhà văn Di Li, tác giả của dòng văn học trinh thám kinh dị. Trại Hoa Đỏ là tiểu thuyết đầu tay của cô và cũng là tác phẩm đầu tiên được chuyển thể thành phim dài tập.
Bộ phim do Truyền hình K+ đầu tư, bối cảnh trải dài qua 20 địa điểm từ Bảo Lộc đến Đà Lạt và được thực hiện bởi đội ngũ sản xuất:
- Đạo diễn hình ảnh Dominic Pereira, từng hợp tác với đạo diễn Victor Vũ, Charlie Nguyễn, Dustin Nguyễn v.v.. Giám sát hình ảnh cho các phim chiếu rạp Dòng Máu Anh Hùng, Để Mai Tính, Trúng Số, Chàng Vợ Của Em, Bằng Chứng Vô Hình, Mắt Biếc...
- Giám đốc Mỹ thuật Ghia Fam,[13] từng thiết kế mỹ thuật cho các phim điện ảnh Ba Mùa, Hương Ga, Tôi Thấy Hoa Vàng Trên Cỏ Xanh, Lôi Báo, Song Lang, Mắt Biếc.
- Biên kịch kiêm giám đốc sáng tạo Đức Nguyễn, từng là đồng Biên kịch của các phim điện ảnh Để Mai Tính 2, Scandal 2, Fan Cuồng....

Bối cảnh chính của phim được dựng thêm trên nền của một khu trang trại nghỉ dưỡng có sẵn ở Bảo Lâm, tổ thiết kế 15 người đã phải làm việc suốt 1 tháng để dựng thêm phần mái lá, vách ngăn, bố trí thêm đồ nội thất, rải cát toàn bộ trên mặt xi măng sẵn của sân, di dời các công trình trang trí có sẵn của trang trại, dựng thêm 1 ngôi nhà từ nền nhà kho của khu nghỉ dưỡng và trồng hoa.
Đoàn làm phim đã trải qua 2 năm chuẩn bị, 65 ngày quay, với số lượng nhân sự lên đến 100 người và các trang thiết bị để giống với phim điện ảnh.
20 địa điểm quay phim được trải dài qua hầu hết các huyện, thành phố của tỉnh Lâm Đồng với thời gian để chọn cảnh mất 2 tháng, trong đó ưu tiên những địa điểm quay hình ít người biết đến, còn mang đậm vẻ hoang sơ và hùng vĩ của núi rừng Tây Nguyên.
Theo đúng kế hoạch, phim sẽ được bấm máy vào cuối tháng 5 năm 2021, nhưng lúc đó dịch bệnh COVID lại đang lúc đỉnh điểm ở cả Thành phố Hồ Chí Minh và tỉnh Lâm Đồng, kế hoạch quay hình đành dừng lại, kéo theo việc gián đoạn của khâu xây dựng bối cảnh.

## Phát hành
Vào ngày 23 tháng 6, Trailer chính thức của Trại Hoa Đỏ được phát hành trên YouTube tiết lộ nhiều tình tiết cùng bối cảnh của bộ phim do đạo diễn Victor Vũ cùng ekip chuẩn bị trong gần 2 năm kể từ khi bắt đầu nhận dự án.
Phim gồm 8 tập, mỗi tập dài 60 phút. Sau khi phát sóng trên kênh, các tập sẽ có trong kho VOD của ứng dụng K+.
Sau đó "Trại hoa đỏ" cũng được trình chiếu trên Netflix.